# Barbade aux Jeux olympiques d'été de 2008
La Barbade participe aux Jeux olympiques d'été de 2008 à Pékin.

## Athlètes engagés

### Athlétisme

#### Hommes
| Épreuve          | Athlète         | Séries   | Séries | Quarts de finale | Quarts de finale | Demi-finales | Demi-finales | Finale   | Finale |
| Épreuve          | Athlète         | Résultat | Rang   | Résultat         | Rang             | Résultat     | Rang         | Résultat | Rang   |
| ---------------- | --------------- | -------- | ------ | ---------------- | ---------------- | ------------ | ------------ | -------- | ------ |
| 100 mètres       | Andrew Hinds    | 10.35    | 5e Q   | 10.25            | 5e               | -            | -            | -        | -      |
| 110 mètres haies | Ryan Brathwaite | 13.38    | 2e Q   | 13.44            | 2e Q             | 13.59        | 7e           | -        | -      |

#### Femmes
| Épreuve    | Athlète            | Séries   | Séries | Quarts de finale | Quarts de finale | Demi-finales | Demi-finales | Finale   | Finale |
| Épreuve    | Athlète            | Résultat | Rang   | Résultat         | Rang             | Résultat     | Rang         | Résultat | Rang   |
| ---------- | ------------------ | -------- | ------ | ---------------- | ---------------- | ------------ | ------------ | -------- | ------ |
| 100 mètres | Jade Latoya Bailey | 11.46    | 2e Q   | 11.67            | 8e               | -            | -            | -        | -      |
| 200 mètres | Jade Bailey        | 23.62    | 7e     | -                | -                | -            | -            | -        | -      |